# Мнишек, Анджей Ежи
Граф А́нджей Е́жи Фили́п Стани́слав Вандали́н Мни́шек (пол. Andrzej Jerzy Mniszech; 21 ноября 1823, Вишневец, Российская империя — 11 мая 1905, Париж, Франция) — польский аристократ, живописец, коллекционер.

## Биография

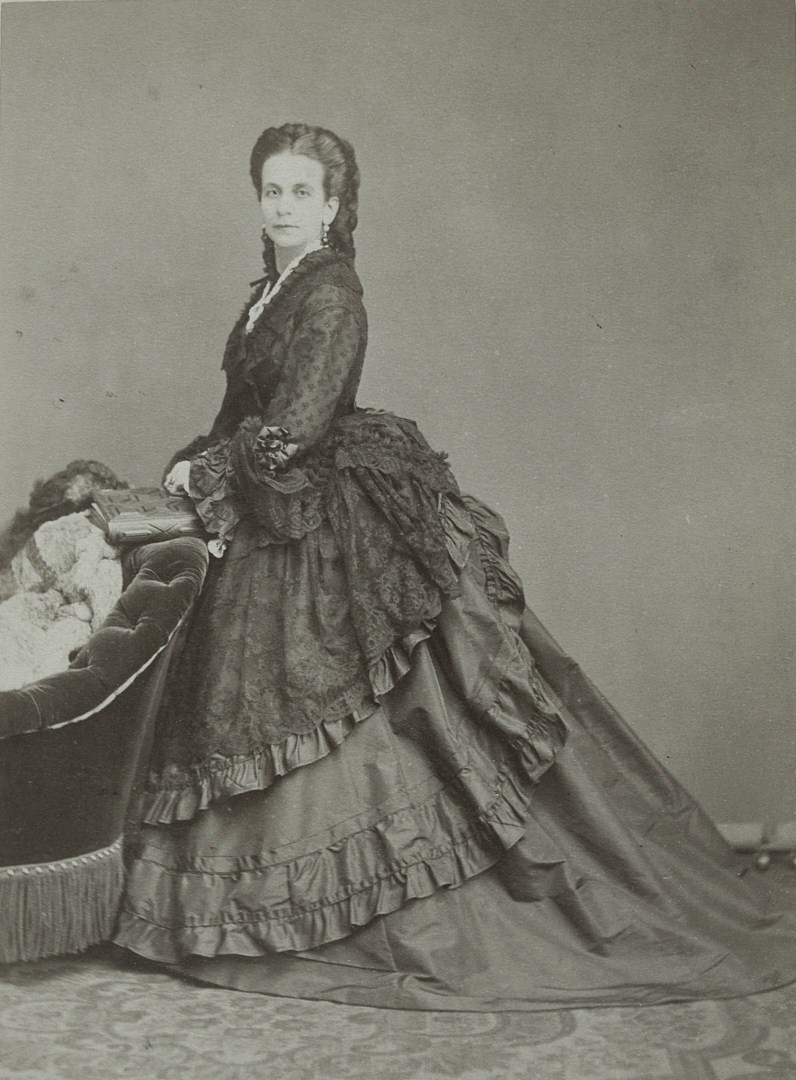
Анна Потоцкая-Мнишек. 1870-е гг

Представитель польского магнатского рода Мнишеков. Сын Кароля Филипа Вандалина Мнишека (1794—1844) и Элеоноры, графини Цетнерув (1798—1871). Внук Михаила Ежи Вандалина Мнишека, маршалка великого коронного (1783—1793).
Юность провёл в родовом дворце в Вишневце и Париже. Заниматься живописью начал в Вишневце, брал уроки рисования у своего старшего брата Ежи Филиппа (1822–1881).
В 1846 году вместе со своим братом унаследовал отягощённый долгами Вишневец. 
3 ноября 1848 г. российским императором Николаем I было утверждено решение Государственного Совета о праве Кароля Филиппа Мнишека вместе с сыновьями Анджеем и Ежи носить в Российской империи титул графов королевства Галиции и Лодомерии.
В 1849 году вступил в выгодный брак с Анной Эльжбетой (1827-1885) из магнатского рода Потоцких. В браке родился сын Леон (1849-1901). 

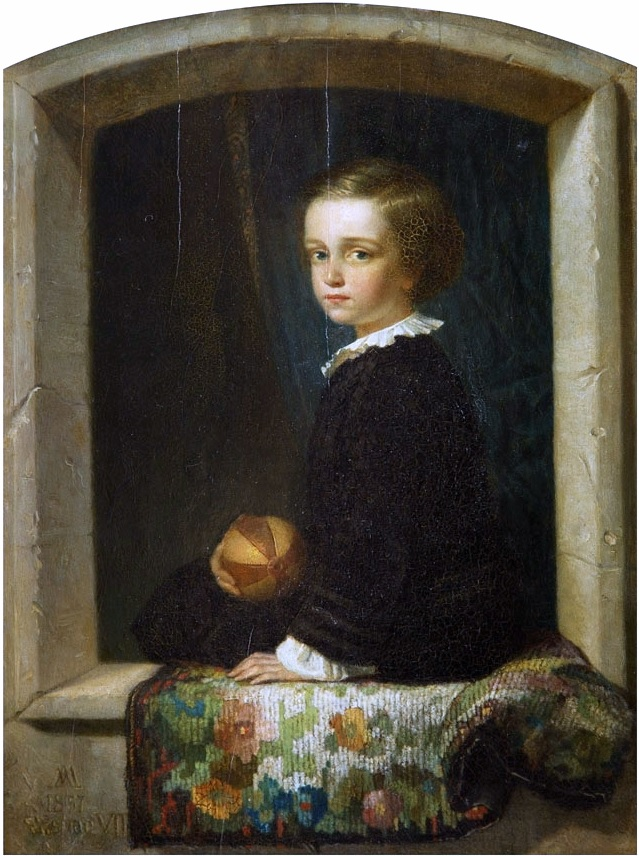
Портрет сына Леона. 1857 год

В 1852 году продал унаследованное имущество, включая семейный замок, оставив себе семейную коллекцию живописи. В 1854 году с женой и сыном переехал в Париж. Чтобы обосноваться со своей небольшой семьей, он приобрел дом на улице Дарю, 16. Из-за долгов эта недвижимость была оформлена как собственность его жены. Позже принял французское гражданство.
В 1860-х годах продолжил обучение в Париже у Жана Жигу и Леона Конье. Писал в основном портреты, автор нескольких триптихов.
Благодаря своему хорошему финансовому положению был крупным коллекционером, коллекция которого состояла из около 500 картин, гравюр, рисунков, керамики и мебели. Он собирал произведения искусства Дальнего Востока, картины голландских мастеров XVII века и французских мастеров рококо. Одним из первых ценителей и коллекционеров собирал произведения художника Золотого века голландской живописи Франса Халса. Коллекция была разделена дважды: в 1902 году после смерти его сына Леона и в 1910 году, когда коллекция была выставлена на аукцион.
Он умер в своем доме на улице Буасьер в возрасте 81 года. Его похороны состоялись в церкви Сент-Оноре-д'Эйло.

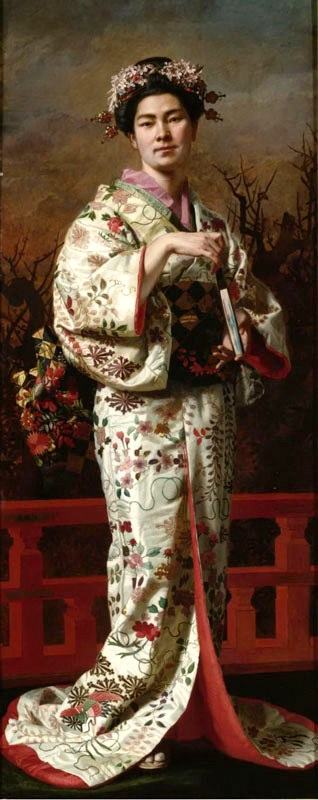
Фрагмент триптиха «Гейша»
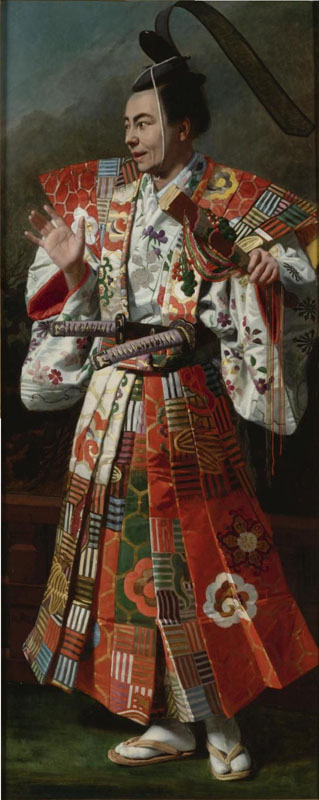
Фрагмент триптиха «Самурай»
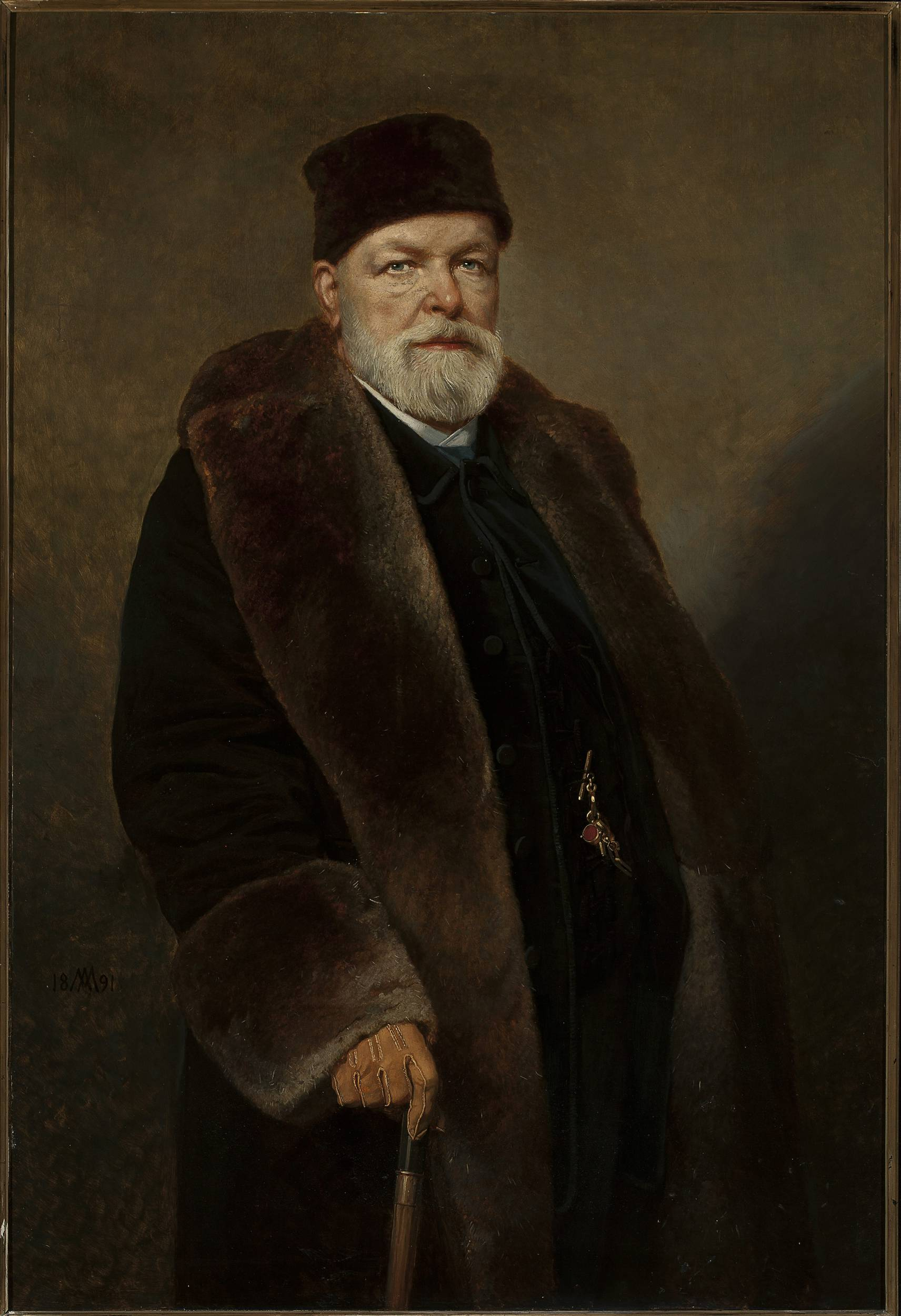
Портрет Ипполита Свиейковского